# بنك الائتمان لإعادة الإعمار
بنك الائتمان لإعادة التنمية KfW عُرف سابقاً باسم KfW Bankengruppe، هو بنك إنمائي مملوك من قبل الحكومة الألمانية ومقره في فرانكفورت. اسمه المختصر يأتي من Kreditanstalt für Wiederaufbau («مؤسسة الائتمان لإعادة الإعمار»). تأسس في عام 1948 بعد الحرب العالمية الثانية كجزء من خطة مارشال. وهو أكبر بنك إنمائي وطني في العالم، وبحسب إجمالي الأصول ثالث أكبر بنك في ألمانيا.
المؤسسة مملوكة لجمهورية ألمانيا الاتحادية بنسبة (80 في المائة) والولايات الألمانية بنسبة (20 في المائة). ويقودها مجلس تنفيذي مؤلف من خمسة أعضاء يرأسه المدير التنفيذي الدكتور غونتر بروينيغ، والذي بدوره يقدم تقاريره إلى 36 عضوًا من أعضاء مجلس الإدارة الإشرافية. رئيس ونائب رئيس مجلس الإدارة الإشرافية هم وزراء المالية والاقتصاد، وتتناوب المراكز على أساس سنوي بينهما. الرئيس اعتبارا من آذار 2018 هو بيتر ألتماير الوزير الاتحادي للشؤون الاقتصادية والطاقة.

## الحكومة
بنك الائتمان لإعادة االإعمار تملكه جمهورية ألمانيا الاتحادية (80 في المئة) والولايات الألمانية (20 في المئة). It is led by a five-member Executive Board headed by CEO Dr. Günther Bräunig,. يرأسها مجلس تنفيذي من خمسة أعضاء يرأسه الرئيس التنفيذي الدكتور غونتر برونيج، [4] والذي بدوره يقدم تقارير إلى 36 عضوًا من أعضاء مجلس الإدارة الإشرافي. رئيس ونائب رئيس مجلس المديرين المشرفين هم وزراء المالية الاتحادية الألمانية للشؤون الاقتصادية، وتتناوب المناصب بينهما سنويًا. الرئيس اعتبارا من مارس 2018 هو بيتر التماير، الوزير الاتحادي للشؤون الاقتصادية والطاقة.

## العمليات والاجراءات
تغطي مجموعة KfW المصرفية ما يزيد عن 90٪ من احتياجاتها من الاقتراض في أسواق رأس المال، ولا سيما من خلال السندات التي تضمنها الحكومة الفيدرالية. يسمح ذلك لـ KfW بجمع الأموال في ظروف مفيدة. وإعفائها من الاضطرار إلى دفع ضرائب الشركات بسبب وضعها القانوني كوكالة عامة والأسهم غير المدفوعة التي يقدمها المساهمين العميين التي تسمح لـ KfW بتقديم قروض للأغراض المنصوص عليها في قانون KfW بأسعار أقل من البنوك التجارية. ولا يُسمح لـ KfW بالتنافس مع البنوك التجارية، لكنها تسهل أعمالها في المناطق التي تقع ضمن ولايتها. تضم مجموعة KfW المصرفية ثلاث وحدات أعمال ذات وظائف متميزة، بالإضافة إلى العديد من الشركات التابعة.
يوجد إقراض من وحدتي الأعمال الرئيسيين في KfW ، اللتين تمثلان أكثر من 90٪ من إجمالي الإقراض، في ألمانيا، وإلى حد محدود، في البلدان الأوروبية الأخرى. ومع ذلك، فإن أكبر شركة تابعة لها، وهي KfW IPEX Bank GmbH ، تقرض معظمها دولياً. هناك شركة فرعية أصغر، وهي المؤسسة الألمانية للاستثمار (DEG)، وواحدة من وحدات الأعمال الأصغر في المجموعة، KfW ، تنشط بشكل حصري في الساحة الدولية، كل في نطاق أعمالها الخاصة.

## الشركات الفرعية ووحدات المجموعة
1. الإسكان والبيئة
2. الشركات الصغيرة والمتوسطة
3. مساعدات التنمية
4. تصدير وتمويل المشاريع
5. مساهمة الدولة
6. الخدمات الاستشارية

### تصدير وتمويل المشاريع
بنك الائتمان لإعادة الإعمارهي أكبر شركة تابعة لمجموعة KfW المصرفية ينشط في تمويل المشاريع وتمويل الشركات المتصلة بالتصدير الألمانية أو الأوروبية. كما أنها تشجع الاستثمارات الأجنبية في ألمانيا.
على عكس KfW ، فإنه يتنافس مباشرة مع البنوك التجارية. لذلك،
واستجابة للمخاوف التي أعربت عنها المفوضية الأوروبية فيما يتعلق بالمنافسة غير العادلة، أصبح بنك KfW IPEX-Bank مستقلاً قانونياً ومالياً في عام 2008.
قطاعات النشاط الرئيسية لبنك KfW IPEX-Bank هي الموانئ والمطارات والطرق ذات الرسوم والجسور والأنفاق والسكك الحديدية والسفن والطائرات والاتصالات السلكية واللاسلكية والطاقة والتصنيع. في عام 2014، بلغ إجمالي الميزانية العمومية لبنك KfW IPEX-Bank 26.3 مليار يورو.
شركة أخرى تابعة لمجموعة KfW المصرفية، وهي مؤسسة الاستثمار الألمانية (DEG)، تستحوذ على حصص قليلة وتقدم قروضًا للشركات الخاصة التي تستثمر في البلدان النامية. وهي تتبع نموذج عمل مشابه إلى حد كبير لنموذج مؤسسة التمويل الدولية التابعة 

### مساهمة الدولة
نيابة عن الدولة الألمانية، تمتلك KfW أسهم في مجموعة متنوعة من الشركات، بما في ذلك البريد الألماني ودويتشه تيليكوم وكومرزبانك.

### الخدمات الاستشارية
في عام 2013، وافقت KfW على المساعدة في إنشاء مؤسسة مالية برتغالية لتعزيز النمو الاقتصادي وزيادة خلق فرص العمل في البلاد.

## الجوائز
صنفت مجلة «جلوبال فاينانس» المؤسسة كأكثر البنوك أمانًا في العالم في تصنيف «أفضل 50 بنكًا في العالم لعام 2014». استند التصنيف إلى تصنيفات طويلة الأجل للعملات الأجنبية من تصنيفات Fitch و Standard and Poor's وتصنيفات الودائع المصرفية طويلة الأجل. Moody's Investors Service.

## الخلافات
في سبتمبر 2008 خلال الازمة المالية العالمية، بينما كان المستثمرون يتدافعون للحصول على أموالهم من بنك ليمان براذرز، قامت KfW بطريق الخطأ بطرح 426 مليون شخص إلى ليمان؛ أكبر صحيفة تداول في ألمانيا، واسمها بيلد ، سميت لاحقًا KfW «البنك الأغبى في ألمانيا» في ذلك الوقت.، قام البنك بعد ذلك بطرد اثنين من أعضاء مجلس الإدارة بسبب التحويل. بسبب خلل في تكنولوجيا المعلومات للبنك، قام KfW مرة أخرى بطريق الخطأ بتحويل 7.6 مليار يورو (8.2 مليار دولار) إلى أربعة بنوك أخرى في فبراير 2017 لكنه استرد المال، وتكبد تكاليف قدرها 25000 يورو.

## روابط خارجية
- الموقع الرسمي
- ملف الشركة
- أكثر 50 بنكًا ائتمانياً في العالم لعام 2009